# Milano-Tortona
La Milano-Tortona è una corsa in linea maschile di ciclismo su strada che si svolge fra Lombardia e Piemonte, nei dintorni di Tortona. È riservata alla categoria Under-23.

## Albo d'oro
Aggiornato all'edizione 2019.
| Anno | Vincitore             | Secondo                 | Terzo                    |
| ---- | --------------------- | ----------------------- | ------------------------ |
| 1946 | Vittorio Rossello     | Germano Ghezzo          | Ernesto Marchesotto      |
| 1947 | Silvio Pedroni        | Fiorenzo Crippa         | Vittorio Rossello        |
| 1948 | Andrea Carrea         | Edo Faccioli            | Giuseppe Monela          |
| 1949 | Ugo Massocco          | Giovanni Meazzo         | Alfredo Falsini          |
| 1950 | Natale Caldera        | Antonio Barito          | Rinaldo Moresco          |
| 1951 | Giovanni Ranieri      | Antonio Barito          | Giuseppe Cappagli        |
| 1952 | Bruno Landi           | Elso Gabiano            | Giuseppe Buratti         |
| 1953 | Fiorino Sampiero      | Pietro Nascimbene       | Remo Bertarelli          |
| 1954 | Colombo Cassano       | Luciano Morini          | Riccardo Brenioli        |
| 1955 | Agostino Saturnino    | Luciano Morini          | Riccardo Brenioli        |
| 1956 | Remo Tamagni          | Silvio Faccini          | Mario Mori               |
| 1957 | Agostino Saturnino    | Silvio Faccini          | Ulisse Carniato          |
| 1958 | Romano Fergonzi       | Mario Officio           | Antonio Bonicelli        |
| 1959 | Romano Fergonzi       | Marino Vigna            | Liliano Lombardini       |
| 1960 | Marino Vigna          | Luigi Ratti             | Luigi Marzani            |
| 1961 | Dialma Lovo           | Bruno Giozza            | Mario Tramontin          |
| 1962 | Pietro Scandelli      | Renato Pellizzoni       | Cencio Mantovani         |
| 1963 | Gianni Motta          | Tommaso De Prà          | Anselmo Biava            |
| 1964 | Felice Marchesi       | Guerrino Secomandi      | G. Rino Barbieri         |
| 1965 | Cencio Mantovani      | Narciso Zanichelli      | Alberto Morellini        |
| 1966 | Adelio Re             | Carlo Gallazzi          | Luigi Borghetti          |
| 1967 | Alberto Marcellini    | Costantino Conti        | Rosolino Geroli          |
| 1968 | Giacinto Santambrogio | Walter Avogadri         | Giuseppe Scopel          |
| 1969 | Tommaso Giroli        | Giuseppe Serrani        | Ezio Trevisan            |
| 1970 | Marcello Osler        | Antonio Tavola          | Tiziano Giacomini        |
| 1971 | Mario Corti           | Remo Sansonetti         | Valerio Lualdi           |
| 1972 | Giuseppe Perletto     | Pietro Mingardi         | Domenico Rossi           |
| 1973 | Salvatore Liccardi    | Carlo Clementi          | Gianbattista Baronchelli |
| 1974 | Gabriele Mirri        | Pierangelo Dell'Acqua   | Giuseppe Passuello       |
| 1975 | Alvaro Crespi         | Giuseppe Mion           | Walter Tabai             |
| 1976 | Pierluigi Sala        | Enrico Navetti          | Francesco Masi           |
| 1977 | Fausto Stiz           | Ennio Vanotti           | Alvaro Crespi            |
| 1978 | Marco Cattaneo        | Giuseppe Solfrini       | Fiorenzo Aliverti        |
| 1979 | Alberto Minetti       | Giovanni Fedrigo        | Emanuele Bombini         |
| 1980 | Emanuele Bombini      | Giorgio Casati          | Pietro Ghibaudo          |
| 1981 | Walter Delle Case     | Pierpaolo Prato         | Mauro Lucchetta          |
| 1982 | Domenico Turrini      | Domenico Vitali         | Pierpaolo Prato          |
| 1983 | Salvatore Cangemi     | Massimo Laguzzi         | Luigi Lo Campo           |
| 1984 | Jørgen Vagn Pedersen  | Daniele Asti            | Domenico Cavallo         |
| 1985 | Bruno Cenghialta      | Antonio Capo            | Boberto Nani             |
| 1986 | Marco Saligari        | Gianbattista Bardelloni | Bruno Surra              |
| 1987 | Daniele Bruschi       | Andrea Giurato          | Danilo Gioia             |
| 1988 | Angelo Corini         | Fabio Baldato           | Fabrizio Trezzi          |
| 1989 | Mirko Bruschi         | Umberto Berga           | Raffaele Crippa          |
| 1990 | Alberto Destro        | Giovanni Lombardi       | Daniele Bruschi          |
| 1991 | Luboš Lom             | Ivan Luna               | Peter Hvastja            |
| 1992 | Andrea Peron          | Michele Bartoli         | Andrea Noè               |
| 1993 | Mauro Radaelli        | Simone Tomi             | Ivan Luna                |
| 1994 | Andrea Paluan         | Massimiliano Napolitano | Omar Pumar               |
| 1995 | Simone Bertoletti     | Elio Aggiano            | Enrico Cassani           |
| 1996 | Nunzio Ripamonti      | Walter Pedroni          | Giancarlo Raimondi       |
| 1997 | Fabio Malberti        | Michele Rezzani         | Cristian Moreni          |
| 1998 | Arnoldas Saprykinas   | Giorgio Bosisio         | Maurizio Dondoglio       |
| 1999 | Csaba Szekeres        | Giorgio Bosisio         | Luigi Giambelli          |
| 2000 | Federico Morini       | Sergiy Matveyev         | Mikhaylo Khalilov        |
| 2001 | Luca Barattero        | Sergej Krusnewskj       | Gianluca Cavalli         |
| 2002 | Stefano Boggia        | Federico Berta          | Alessio Ciro             |
| 2003 | Maxim Rudenko         | Gabriele Bosisio        | Guido Balbis             |
| 2004 | Daniele Callegarin    | Clemente Cavaliere      | Gianluca Massano         |
| 2005 | Ashley Humbert        | Dario Benenati          | Andrea Pagoto            |
| 2006 | Enrico Rossi          | Volodymyr Zagorodny     | Piergiorgio Camussa      |
| 2007 | Marco Cattaneo        | Ashley Humbert          | Rafael Infantino         |
| 2008 | Andrea Grendene       | Giuseppe De Maria       | Andrea Palini            |
| 2009 | Nicola Ruffoni        | Enrico Montanari        | Enrico Peruffo           |
| 2010 | Anatoliy Kashtan      | Alessio Marchetti       | Cristiano Monguzzi       |
| 2011 | Ruslan Karimov        | Stiven Fanelli          | Alessio Marchetti        |
| 2012 | Non disputata         |                         |                          |
| 2013 | Marco Amicabile       | Ivan Balykin            | Niccolò Bonifazio        |
| 2014 | Davide Pacchiardo     | Matvey Nikitin          | Thomas Pinaglia          |
| 2015 | Luca Pacioni          | Marco Gaggia            | Nikolai Shumov           |
| 2016 | Cyrille Thièry        | Simone Consonni         | Damiano Cima             |
| 2017 | Cyrille Thièry        | Filippo Tagliani        | Alessandro Covi          |
| 2018 | Jalel Duranti         | Stefano Oldani          | Andrea Bagioli           |
| 2019 | Andrea Cacciotti      | Andrea Bartolozzi       | Simone Zandomeneghi      |

## Statistiche

### Vittorie per nazione
Aggiornato all'edizione 2019.
| Pos. | Nazione    | Vittorie |
| ---- | ---------- | -------- |
| 1    | Italia     | 63       |
| 2    | Ucraina    | 2        |
| 2    | Svizzera   | 2        |
| 3    | Australia  | 1        |
| 3    | Uzbekistan | 1        |
| 3    | Ungheria   | 1        |
| 3    | Lituania   | 1        |
| 3    | Rep. Ceca  | 1        |
| 3    | Danimarca  | 1        |